# Alone (film 2020 Martin)
Alone è un film del 2020 diretto da Johnny Martin.

## Trama
Aidan si rifugia in casa dopo un'apocalisse zombie. Settimane di isolamento lo portano alla follia. Quando però scopre che la sua vicina Eva è ancora viva capisce che c'è ancora speranza e decide di salvarla.

## Distribuzione
Il film è stato distribuito negli Stati Uniti a partire dal 16 ottobre 2020.